# Kayangel (Palau)
Kayangel (Ngcheangel) ist der nördlichste Staat der pazifischen Inselrepublik Palau. Er liegt etwa 65 km nördlich von Ngerulmud, der Hauptstadt von Palau.
Der palauische Teilstaat mit einer Landfläche von gesamt rund 1,7 km² setzt sich aus folgenden Atollen und Korallenriffen zusammen:
| Atoll / Riff | Land (km²) | Lagune (km²) | Geokoordinaten (Geographische Lage) |
| Kayangel     | 1,39       | 20           | 8° 4′ N, 134° 42′ O                 |
| Ngeruangel   | 0,02       | 15           | 8° 10′ N, 134° 38′ O                |
| Velasco-Riff | ---        | 330          | 8° 20′ N, 134° 37′ O                |

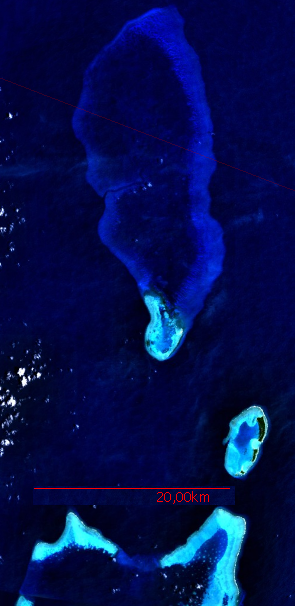
NASA Satellitenbild:
Im Norden das Velasco-Riff,
in der Bildmitte das Ngeruangel-Riff,
am unteren rechten Rand das Kayangel-Atoll,
unten das nördliche Barriere-Riff von Babelthuap

Einzig das Atoll Kayangel ist bewohnt; auf der dort liegenden gleichnamigen Insel Kayangel leben 41 Menschen (Stand 2020).
Das Ngeruangel-Riff ist ein entstehendes Atoll etwa 10 km nordwestlich des Kayangel-Atolls und von diesem getrennt durch die Ngeruangel-Passage, einen sehr tiefen und 8 km breiten Durchlass. Das Riff hat eine unbewachsene und unbewohnte kleine Insel (Fläche 1,5 ha) gleichen Namens, die auf dem östlichen Riffkranz liegt. Das Ngeruangel-Riff steht unter Naturschutz.
Das Velasco-Riff ist ein versunkenes Atoll 26 km nördlich des Ngeruangel-Riffs; der größte Teil des Riffs ist allerdings nicht kartiert.

## Sonstiges
Das Parlament von Palau verabschiedete einen gemeinsamen Beschluss im Januar 2005, der ein Abkommen zwischen dem Staat Kayangel und der Palau Pacific Energy Inc. (PPE) von 2002 unterstützt, wonach dem Ölunternehmen für eine bestimmte Zeit Exklusivrechte für Erkundungen, Bohrungen und Ölförderung im umgebenden Meeresgebiet eingeräumt wird. Ursprünglich hatte die Regierung von Palau dies aus Gründen des Umweltschutzes abgelehnt, beugte sich dann aber einer Petition der Bewohner des Staates Kayangel von 2003, die sich für Erkundungen aussprach.